# Latibulus lautus
Latibulus lautus là một loài tò vò trong họ Ichneumonidae.